# گرب
گرب (انگلیسی: Grab - Grab Holdings Inc) شرکت فن آوری چند ملیتی سنگاپوری است، که در سال ۲۰۱۲ تأسیس شد. این شرکت خدمات حمل و نقل، تحویل غذا و پرداخت دیجیتال را از طریق یک برنامه تلفن همراه به کاربران ارائه می‌دهد و در حال حاضر در سنگاپور، مالزی، کامبوج، اندونزی، میانمار، فیلیپین، تایلند و ویتنام فعالیت می‌کند.
این برنامه توسط آنتونی تان و تان هوی لینگ در سال ۲۰۱۲ به عنوان برنامه MyTeksi مستقر در کوالالامپور، مالزی تأسیس شد، و سال بعد با نام GrabTaxi گسترش یافت. از آن زمان به دنبال مدل سوپر اپلیکیشن، به خدمات دیگر نیز گسترش یافته‌است. در سال ۲۰۱۴، دفتر مرکزی خود را به سنگاپور منتقل کرد و به "Grab" تغییر نام داد.